# Pseudepitettix guangxiensis
Pseudepitettix guangxiensis är en insektsart som beskrevs av Zheng, Z. och G. Jiang 1994. Pseudepitettix guangxiensis ingår i släktet Pseudepitettix och familjen torngräshoppor. Inga underarter finns listade i Catalogue of Life.